# HLA-G

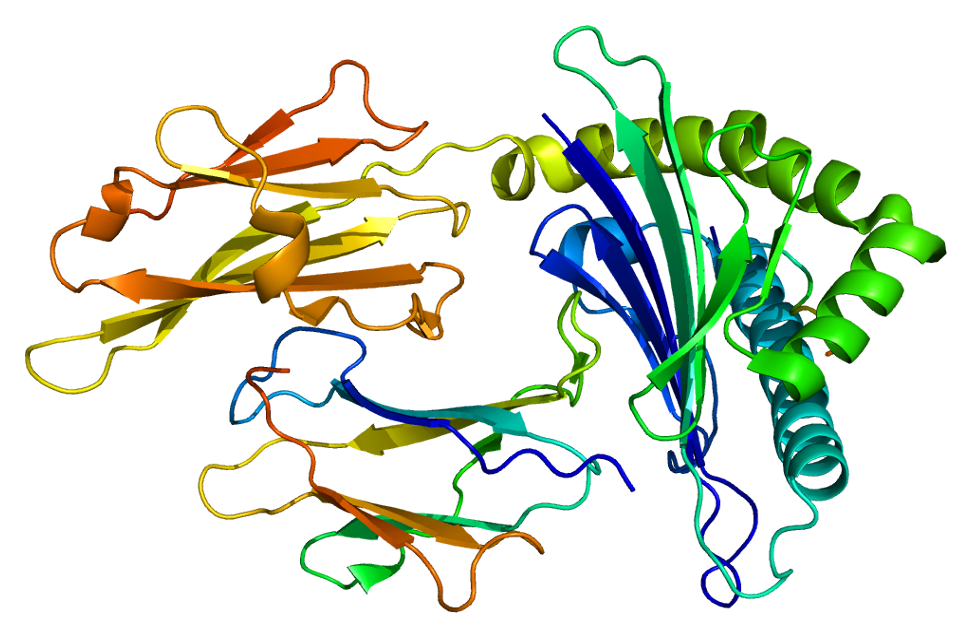
Struktura HLA-G

HLA-G (Human Leukocyte Antigen G) patří mezi neklasické MHC. Neklasické MHC (zkratka Major Histocompatibility Complex, česky hlavní histokompatibilní komplex), neboli MHC Ib tvoří skupina glykoproteinů nacházející se na cytoplazmatické membráně buněk. Svojí strukturou se podobají MHC glykoproteinům I. třídy, avšak mají odlišné funkce, některé i neimunologické. Od MHC I se rovněž odlišují menším polymorfismem a rozdílnou expresí ve tkáních. Geny některých z nich (HLA E, F a G) se nacházejí v blízkosti genů pro klasické MHC, jiné se nacházejí mimo tento MHC lokus, např. proteiny rodiny CD1.

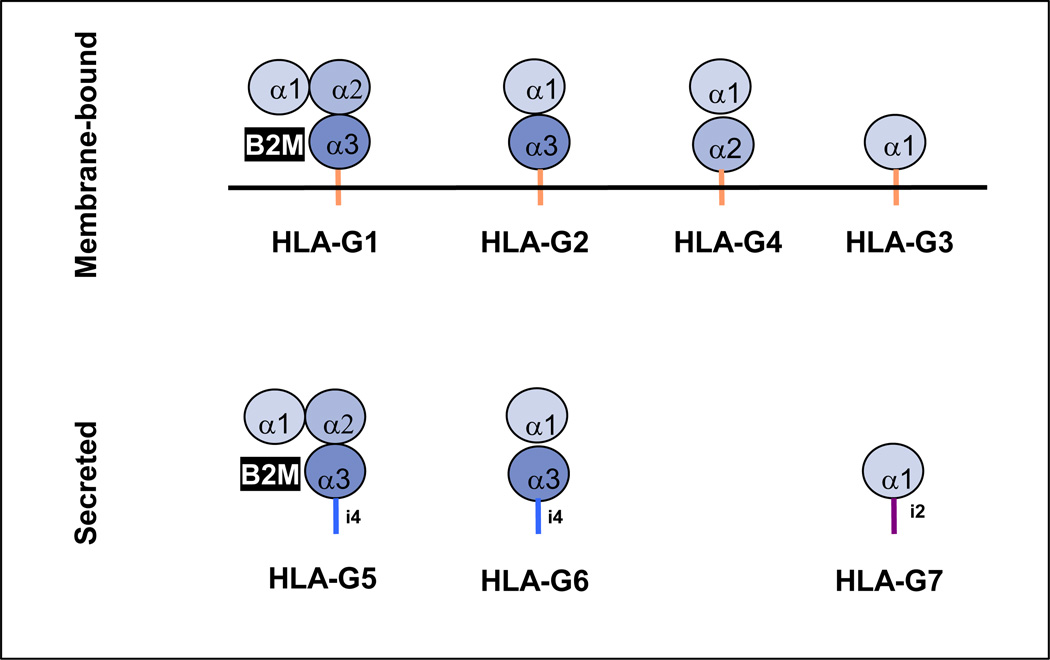
Isoformy HLA-G

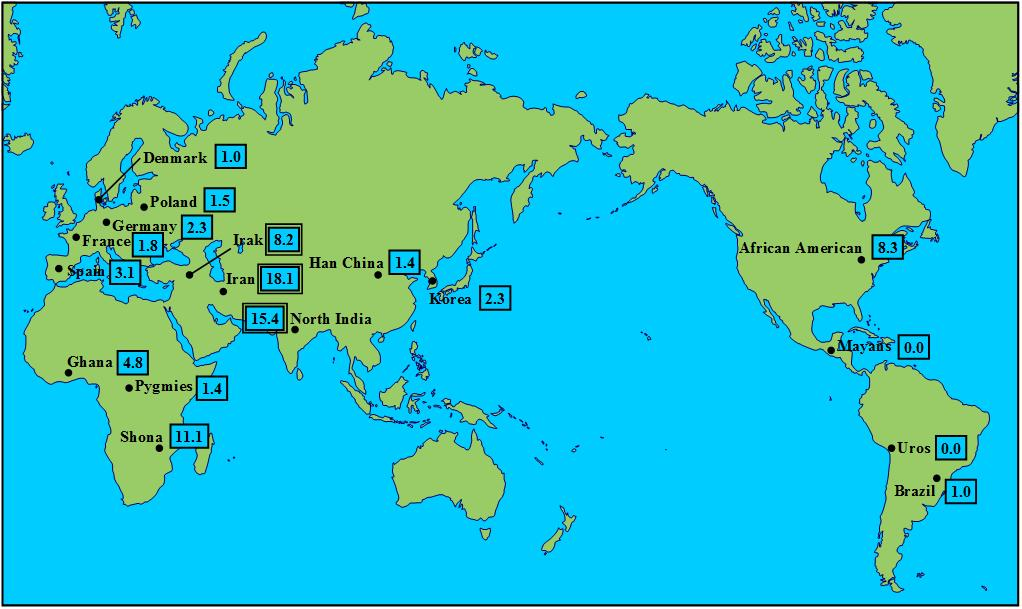
Frekvence výskytu nulové alely HLA-G*0105N v populaci jednotlivých států

## Struktura HLA-G
Oproti klasickým HLA molekulám, gen pro HLA-G má pouze 46 alel. Alternativním splicingem může být vytvořeno 7 různě dlouhých isoforem HLA-G. Isoforma HLA-G1 se nejvíce podobá klasickým MHC I. Skládá se z těžkého řetězce složeného z α1, α2 a α3 podjednotky, který je zakotven v plazmatické membráně, a lehkého řetězce tvořeného β2 mikroglobulinem. Isoforma HLA-G2 se skládá pouze z podjednotek α1 a α3, HLA-G3 z α1 a HLA-G4 z α1 a α2. HLA-G5, G6 a G7 strukturně odpovídají HLA-G1, G2 a G3, ovšem postrádají transmembránovou část molekuly a jsou tedy solubilní (rozpustné). Existuje i solubilní forma HLA-G1 vzniklá odštěpením glykoproteinu z membrány proteázami. Pouze HLA-G1 a G5 jsou schopny vázat na sebe peptidy. Navíc mohou tvořit i dimery či tetramery, které mají vyšší afinitu k receptorům rozeznávajícím HLA-G. HLA-G1 a G5 jsou buňkami exprimovány nejvíce. Exprese sekrečních HLA-G byla pozorována při zvýšených hladinách interferonu γ a interleukinu 10.

### HLA-G*0105N
Existuje mutovaná alela HLA-G*0105N, která umožňuje produkci pouze HLA-G2 and HLA-G6. Homozygoti v této alele nevykazují poruchy imunity nebo plodnosti, což naznačuje, že HLA-G1 není pro přežití nutná a ostatní isoformy dokáží plnit veškeré potřebné funkce.

## Receptory
Zatím známe tři receptory rozeznávající HLA-G. ILT2 je exprimován na monocytech, dendritických buňkách, B lymfocytech, některých T lymfocytech a některých NK buňkách. ILT4 se nachází pouze na monocytech a dendritických buňkách. Tyto dva receptory jsou schopny vázat i klasické HLA molekuly, avšak s menší afinitou. KIR2DL4 rozeznává pouze HLA-G a můžeme ho nalézt především na CD56 pozitivních NK buňkách, kterých je v periferní krvi menšina, zatímco v děloze tvoří většinový podíl NK buněk.

## Funkce
Pomocí svých receptorů HLA-G1 inhibuje cytolytickou funkci NK buněk a cytotoxických T lymfocytů, proliferaci T lymfocytů a NK buněk, maturaci dendritických buněk a indukuje vznik regulačních T lymfocytů. Solubilní HLA-G1 a HLA-G5 vykazují funkce jako HLA-G1. U HLA-G2, G3 a G4 byla prokázána schopnost inhibice NK buněk a cytotoxických T lymfocytů.
| Efektorová buňka                            | Vliv HLA-G | Receptor                       | Reference     |
| ------------------------------------------- | --- | ------------------------------ | ------------- |
| NK buňky                                    | Inhibice cytotoxické funkce                                                                                     | ILT2, KIR2DL4                  | [ 9 ] [ 10 ]  |
|                                             | Nepřímá inhibice cytotoxické funkce cestou stabilizace HLA-E na povrchu buňky                                   | CD94/NKG2A (interagují sHLA-E) | [ 11 ]        |
|                                             | Inhibice proliferace                                                                                            | ILT2                           | [ 12 ]        |
|                                             | Upregulace inhibičních receptorů                                                                                | -                              | [ 13 ]        |
|                                             | Apoptóza | CD8                            | [ 14 ] [ 15 ] |
|                                             | Zvýšení proliferace a produkce IFNγ                                                                             | KIR2DL4                        | [ 16 ] [ 17 ] |
|                                             | Zvýšení sekrece angiogenních faktorů                                                                            | Internalizovaný KIR2DL4        | [ 18 ]        |
|                                             | Inhibice transendoteliální migrace                                                                              | ILT2                           | [ 19 ]        |
| CD8+T lymfocyty                             | Inhibice cytotoxické funkce                                                                                     | -                              | [ 12 ] [ 20 ] |
|                                             | Inhibice proliferace                                                                                            | ILT2                           | [ 21 ]        |
|                                             | Tvorba CD8low regullačních T lymfocytů                                                                          | -                              | [ 22 ]        |
|                                             | Apoptóza | CD8                            | [ 15 ]        |
| CD4+T lymfocyty                             | Inhibice alloreaktivity                                                                                         | ILT2, ILT4                     | [ 23 ] [ 24 ] |
|                                             | Inhibice proliferace                                                                                            | ILT2                           | [ 21 ] [ 25 ] |
|                                             | Upregulace inhibičních receptorů                                                                                | -                              | [ 26 ]        |
|                                             | Tvorba regulačních T lymfocytů, včetně CD4low T lymfocytů                                                       | -                              | [ 22 ] [ 24 ] |
| APC                                         | Inhibice maturace dendritických buněk, prezentace antigenů, vycestování buněk a indukce regulačních T lymfocytů | ILT4                           | [ 27 ]        |
|                                             | Upregulace inhibičních receptorů                                                                                | -                              | [ 26 ]        |
| PBMC (periferní krevní mononuklerání buňky) | Sekrece Th2 cytokinů                                                                                            | CD160                          | [ 28 ]        |
| Endoteliální buňky                          | Apoptóza | -                              | [ 29 ]        |

HLA-G jsou exprimována již v oocytu a dále v embryonálních buňkách a trofoblastu. Předpokládá se, že HLA-G hraje klíčovou roli v implantaci vajíčka v děloze a zajištění tolerance imunitního systému matky vůči plodu.
Některé nádorové buňky jsou rovněž schopny exprimovat HLA-G. Jejich produkce byla prokázána u buněk melanomu, karcinomu prsu, ovárií, ledvin, plic, a kolorektálního karcinomu i leukemických buněk. HLA-G na povrchu maligních buněk vede k indukci vzniku myeloidních supresorových buněk a posunutí rovnováhy směrem k Th2 imunitní reakci, inhibuje cytotoxickou funkci NK buněk a cytotoxických T lymfocytů. Navíc může docházet k přesunu HLA-G na buněčnou membránu NK buněk, které pak inhibují další NK buňky ve svém okolí. Déle HLA-G způsobují apoptózu CD8+T lymfocytů a indukci vzniku regulačních T lymfocytů cestou APC buněk. Byla prokázána korelace hladiny sekrečních HLA-G cirkulujících v krvi s pokročilostí stádia nemoci.
Produkce HLA-G u pacientů po transplantaci srdce, ledvin a jater byla spojena s lepším přijímáním štěpu. Sledování hladin HLA-G by tedy mohlo být v budoucnosti použito ke sledování odhojování štěpu a upravování imunosupresivní léčby.